# Ненмьон
Ненмьон (кор. 냉면) - в корейській кухні холодне куксу (локшина) з водою, розведеною з соєвим соусом та гірчицею. Також містить овочі, яйце та відварене м'ясо.
Назва перекладається з корейської мови як «холодна локшина».

## Страва

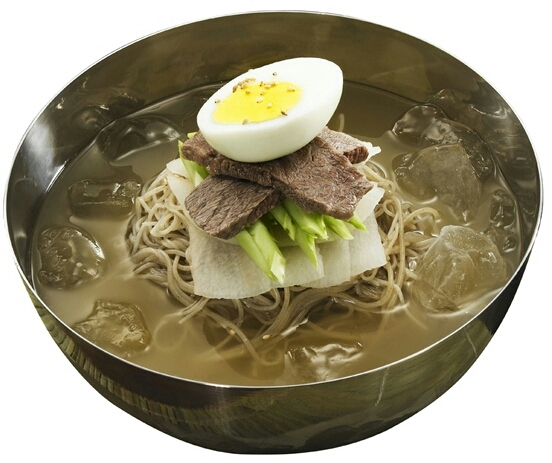
ненмьон

Два основні різновиди - муль ненмьон (кор. 물 냉면) і пібім ненмьон (кор. 비빔 냉면). Перший різновид - холодний суп з локшиною і шматочками м'яса (зазвичай яловичиною). Другий різновид більше схожий на салат, заправлений пастою з червоного перцю (кочхуджаном). Існують також менш поширені варіації:
- Хве ненмьон (кор. 회 냉면): ненмьон з сирою рибою.
- Йольму ненмьон (кор. 열무 냉면): ненмьон з квашеною редькою.

## Див. Також
- Корейська кухня
- Хіясі-тюка